# Andreas Höfer

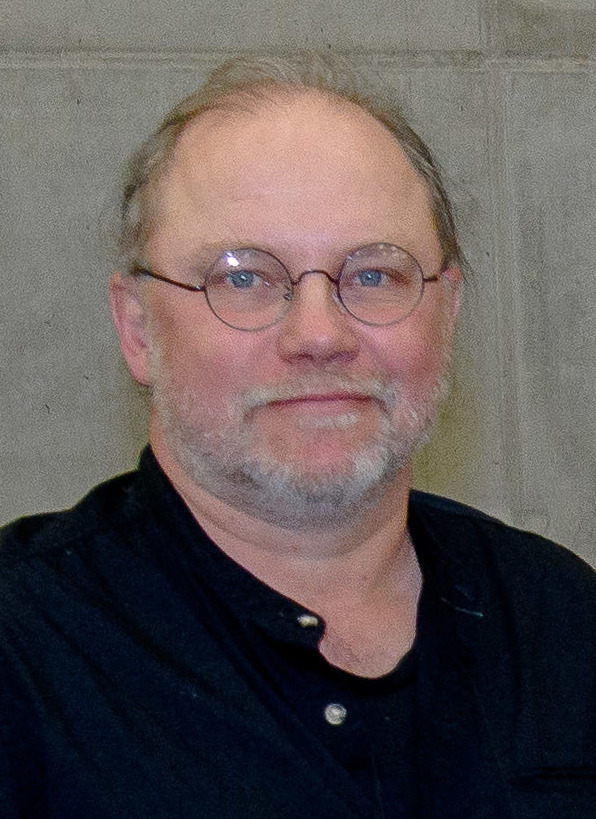
Andreas Höfer

Andreas Höfer (* 10. März 1964 in Potsdam) ist ein deutscher Kameramann.
Höfer diplomierte an der Hochschule für Film und Fernsehen „Konrad Wolf“ in Potsdam-Babelsberg, an der er heute als Dozent für Fotografie tätig ist. Bekannt wurde er insbesondere für seine Bildgestaltung mit der Handkamera. Seit 1990 arbeitete er vorrangig mit Regisseur Andreas Dresen zusammen, mit dem er in Babelsberg studierte.
1999 erhielt er auf dem Camerimage-Festival den Spezialpreis des polnischen Filmverbandes und wurde (für Nachtgestalten) für den „Goldenen Frosch“ nominiert. Für den Film Die Stille nach dem Schuss erhielt er 2000 die Goldene Kamera des Manaki Brothers Film Festival in Mazedonien. Im Januar 2007 wurde er für seine Arbeit an Volker Schlöndorffs Film Strajk – Die Heldin von Danzig mit dem Bayerischen Filmpreis 2006 ausgezeichnet.
Höfer ist auch für seine in Ausstellungen und Publikationen veröffentlichten Fotoarbeiten bekannt. Er ist Mitglied im Berufsverband Kinematografie (BVK).

## Werke (Auswahl)
- 1995: Mein unbekannter Ehemann
- 1997: Polizeiruf 110: Der Tausch
- 1997: Raus aus der Haut
- 1999: Nachtgestalten
- 2000: Die Stille nach dem Schuss
- 2002: Fickende Fische
- 2003: Tal der Ahnungslosen
- 2003: Samba in Mettmann
- 2005: Sommer vorm Balkon
- 2005: Am Tag als Bobby Ewing starb
- 2006: Elbe
- 2006: Strajk – Die Heldin von Danzig
- 2006: Ghetto
- 2006: Ostfotografinnen (Dokumentarfilm)
- 2007: Beautiful Bitch
- 2008: Fleisch ist mein Gemüse
- 2009: Whisky mit Wodka
- 2009: Frühling im Herbst
- 2011: I Phone You
- 2011: Tatort: Gestern war kein Tag
- 2012: Herr Wichmann aus der dritten Reihe
- 2014: Monsoon Baby
- 2014: Toleranz
- 2015: Krüger aus Almanya
- 2016: Spreewaldkrimi – Spiel mit dem Tod
- 2017: Eine Braut kommt selten allein
- 2018: Gundermann
- 2018: Krügers Odyssee
- 2019: Gloria, die schönste Kuh meiner Schwester
- 2019: Stenzels Bescherung
- 2020: Polizeiruf 110: Der Tag wird kommen
- 2020: Tatort: Es lebe der König!
- 2020: Kryger bleibt Krüger
- 2022: Rabiye Kurnaz gegen George W. Bush
- 2022: Lehrer kann jeder! (Fernsehfilm)
- 2022: Harter Brocken: Das Überlebenstraining
- 2023: Zwei Weihnachtsmänner sind einer zu viel (Fernsehfilm)